# 赵瑜洁
赵瑜洁（1999年4月28日—），上海人，中国女子足球运动员，司职中场，目前代表克厄女足出战丹麦女子足球超级联赛，毕业于佛罗里达州立大学。

## 生平
1999年4月28日，出生于上海市普陀区一个知识分子家庭，父亲在大学工作。之后就读于金沙江路小学、上海市体校、梅陇中学，并进入学校女足队。小学期间获得心手相连作文大赛二等奖、上海市十佳少先队员、普陀区优秀少先队员、普陀区红理会理事、普陀区“学雷奖”二等奖等荣誉。2012年，获得U13亚锦赛最有价值球员。2013年，入选中国U14，并参加U14亚锦赛。2014年南京青奥会上随女足国青夺得金牌。2017年天津全运会代表女足U18组上海队获得冠军。2016年，入选中国女足，但因难以跟上训练而回归上海队。2017年，顺利通过ACT与托福，被佛罗里达州立大学录取并获得全额奖学金。2018年，随队获得2018年NCAA女足冠军，个人获得大西洋沿岸联盟年度最佳新人、年度最佳第一阵容、最佳新秀阵容，是当年全美最佳第一阵容和第二阵容的35人大名单中唯一一名大一新生。同年的女足世青赛上，在中国2-1战胜海地的比赛中攻入一球。2018年11月16日，对阵南佛罗里达大学的比赛中，于62分钟获得加盟后首球。2019年，入选当年赫尔曼奖的关注名单。2021年，连续四年入选大西洋沿岸联盟一阵，为佛州大校队首人。2021年NCAA女足决赛中，赵瑜洁罚入制胜点球，帮助佛罗里达州立女足夺得冠军，同时获得本赛季NCAA女足最佳进攻球员奖。2022年7月17日，试训德女甲法兰克福女足，在对阵SV Hegnach女足的友谊赛中身穿25号球衣首发出战。2022年9月2日，加盟丹麦女超球队克厄女足。

## 荣誉

### 国家队
- 2013年亞足聯U-14女子錦標賽冠军
- 2014年南京青奥会冠军
- 2017年亞足聯U-19女子錦標賽亚军

### 俱乐部
- 2017年天津全运会女足U18组冠军
- 2018年NCAA女足冠军
- 2021年NCAA女足冠军

## 相关链接
- 佛罗里达州立大学官网中的赵瑜洁 （页面存档备份，存于）